# イヴァナ・ネーショヴィッチ
イヴァナ・ネショヴィッチ（セルビア語: Ивана Нешовић、ラテン翻記：Ivana Nešović、1988年7月23日 - ）は、セルビアの元女子バレーボール選手。元セルビア代表。

## 略歴
2003年、OKレッドスター・ベオグラードのプロ選手となる。同年、レッドスターはセルビアモンテネグロの国内選手権で優勝した。同チーム在籍中に、3年間主将を務め、最も優秀な若手として名を馳せた。レッドスターには2010年まで在籍し、その後イタリアセリエAのアシステル・ノヴァーラと契約しプレーした。セルビア代表としては2007年のワールドカップに出場し、日本戦で第4セットで途中出場し強烈なジャンプサーブで日本チームのサーブレシーブを崩し逆転勝利に貢献した。2008年北京五輪世界最終予選、モントルーバレーマスターズなどにも出場した。
南イタリアのSoveratoでプレーした後、2011/12年シーズンには韓国Vリーグの韓国道路公社ハイパスジェニスに移籍した。
2012年9月19日、デンソー・エアリービーズに移籍することが発表された。2013年5月にデンソーを退団した。
2013-14シーズンからトルコリーグのCanakkaleへ移籍した。2017年4月、韓国Vリーグのトライアウトに参加して韓国道路公社ハイパスの指名を受けて入団が決定した。

## 球歴
- ワールドカップ - 2007年（5位）

## 所属クラブ
- OKレッドスター・ベオグラード（2003-2010年）
- アシステル・ノヴァーラ（2010-2011年）
- 韓国道路公社ハイパスジェニス（2011-2012年）
- デンソー・エアリービーズ（2012-2013年）
- Canakkale Belediyespor（2013-2014年）
- 天津（2014-2015年）
- Olympiacos CFP（2015年）
- Balıkesir Büyükşehir Belediyespor（2015-2016年）
- Bandung Bank BJB（2016-2017年）
- 韓国道路公社ハイパス（2017-2019年）

## 受賞歴

### 個人
- 2008年6月 - モントルーバレーマスターズ ベストサーバー賞
- 2008年10月 - セルビア国内選手権 ベストプレーヤー
- 2012年2月 - 韓国Vリーグ ベストプレーヤー

### チーム
- セルビアモンテネグロ国内選手権（2003-04年）- 優勝
- セルビアモンテネグロ国内選手権（2009-10年) - 優勝
- セルビアカップ（2010年）- 優勝